# Grace Jones
Grace Jones (Jamaica, Spanish Town, 1948. május 19. –) jamaicai származású amerikai modell, énekesnő és színésznő. Eredeti neve: Grace Mendoza.
A modellvilágban szerzett hírnevét az 1970-es évek közepétől kezdte kamatoztatni a popszakmában is. Mint „diszkókirálynő”, Donna Summer és Amanda Lear legnagyobb riválisaként emlegették, noha énekhangjának fogyatékosságait számos kritika érte a popsajtóban. Még időben műfajt váltott, s mire a diszkónak leáldozott, már új imázsa volt, és új zenei világot képviselt. Az 1980-as évek első felében megjelent albumait az addig vele igen szigorú kritikusok is többnyire elismerően méltatták. Filmszínésznői karrierjének két legjelentősebb darabja, a Conan, a pusztító és a James Bond-sorozat részeként készült Halálvágta ugyancsak a ’80-as évekből származik. Az 1990-es évektől kezdve mind a pop-, mind pedig a filmvilágban kiszorult az élvonalból, azonban 2008-ban a „Hurricane” című lemezével ismét hatalmas kritikai és közönségsikert ért el. 2012-ben fellépett II. Erzsébet brit királynő gyémántjubileuma alkalmából megrendezett ünnepségsorozaton. 2018-ban megkapta a Jamaica érdemrendjének keresztjét.

## Pályafutása

### A kezdetek
Grace Jones pontos születési időpontja vita tárgyát képezi: egyes források szerint 1948-ban született, más források 1952-es dátumról tudnak. Az Ebony magazin egyik 1979-es számának borítóján Grace látható, a lapban olvasható interjú szerint pedig akkor 27 éves volt, ami 1952-es születési dátumnak felel meg. Grace édesapja, Robert Jones politikus és lelkész. Édesanyja keresztneve: Marjorie. A szülők 1965-ben New York állam Syracuse városába küldték Grace-t és egyik testvérét, Randyt. A helyi egyetemen Grace színművészeti tanulmányokat folytatott. Syracuse után New York volt a következő jelentős állomás, ahol a fiatal lány egzotikus megjelenése hamar felkeltette a fotósok és a divatdiktátorok figyelmét. A leghíresebb magazinok számára fotózták, keresett modell lett, ám Amerika számára ő mégis túl modern és merész volt. Ezért a divatvilág fellegvárába, Párizsba utazott, és ott lett igazán világhírű mint modell. Énekesnői és filmszínésznői karrierje idején ugyan ritkábban lépett a kifutókra, de az azokban az években róla készült számtalan reklámfotót és -filmet bátran tekinthetjük modell pályafutása részének.

### Az énekesnő

#### A diszkókirálynő
Grace első kislemeze 1975-ben jelent meg. Az I Need A Man sikeresnek bizonyult, hiszen akkortájt kezdett kibontakozni a diszkózene divatja, és a közönség lelkesen fogadta az új stílus új sztárjait. Grace erotikával párosuló egzotikus külseje, jellegzetes, bár szűk terjedelmű énekhangja révén alkalmas volt arra, hogy „diszkókirálynő” legyen. (A homoszexuálisok körében különösen sok rajongója lett, sőt mindmáig „A melegdiszkók királynője”-ként is szokták emlegetni.) Ezt az imázsát erősítették az újabb dalok, illetve első három nagylemeze is, melyeket az Island Records lemeztársasággal szerződve készített. Az 1977-ben megjelent Portfolio című nagylemezén diszkóverzióban dolgozta fel Édith Piaf La vie en rose című klasszikus sanzonját, valamint a Send in the Clowns és a Tomorrow című Broadway-slágereket. Az LP kelendőnek bizonyult, a kritikusok viszont epébe mártott tollal cikkeztek róla. A tekintélyes brit szaklap, a New Musical Express egyenesen azt írta az albumról, hogy „dalok szvingelő eunuchok számára”. A negatív kritikák ellenére Grace felkapott híresség lett, Andy Warhollal barátkozott, aki szívesen fotózta őt, és vele együtt bejáratos lett a legendás Studio ’54 diszkóba, amelynek tulajdonosa még az „elit” vendégeket is megrostálta a bejáratnál.
1978-ban került a boltokba Grace második nagylemeze, a Fame, melyen egy másik francia sanzon, Kozma József örökzöldje, az Yves Montand előadásában ismert Autumn Leaves (Les Feuilles Mortes: Őszi falevelek) diszkóverziója is hallható. Az LP nagy slágere a Do or Die című szerzemény lett. A díva harmadik albuma, az 1979-es Muse azonban már nem volt akkora siker, mint az előző kettő. (2007 végéig bezárólag ez az énekesnő egyetlen stúdióalbuma, melyet nem adtak ki CD-n.) Szerepel rajta az I'll Find My Way to You című dal, melynek eredetijét (I Still Get the Blues) Grace három évvel korábban énekelte a Colt 38 Special Squad című filmben. A Muse sikertelensége arra utalt, hogy az énekesnő csillaga leáldozott, és Grace eltűnik a süllyesztőben a többi „egynyári” diszkósztárral együtt. Az Island Records azonban nem írta le a sztárját. A cég illetékesei új zenészekkel ismertették meg Grace-t, hogy teljesen új zenei világot alakítsanak ki számára.

#### A popzene ikonja
Alex Sadkin és Chris Blackwell producerek, valamint Jean-Paul Goude fotós-rendező játszottak kulcsszerepet az új Grace Jones-stílus megteremtésében. Ez természetesen együtt járt külsejének megváltoztatásával is: mivel Grace a melegek körében különösen népszerű volt, ezért imázsának maszkulin vonásait erősítették, melynek egyik eszköze volt meghökkentő „brikettfrizurája” és szögletes, kipárnázott zakói. Zenéje is „férfiasabb” lett: producerei az aktuális trend, a new wave zenei eszköztárából merítettek, de hatott rájuk a reggae, a funky és a rap is. A többféle stílusból kialakított zenei világba tökéletesen beleillett Grace sajátos orgánumú hangja, különleges, félig beszélő, félig éneklő előadói stílusa. A műfajváltás első darabja a Warm Leatherette című LP volt 1980-ban. A 8 felvételt tartalmazó albumon több feldolgozás is szerepel. A nagy sláger, a Private Life például a The Pretenders egyik dalának feldolgozása, a Love is the Drug eredetijét a Roxy Music adta elő, a The Hunter Gets Captured by the Game Smokey Robinson, a Breakdown pedig Tom Petty szerzeménye. Kritika és közönség lelkesen fogadta a megújult énekesnő albumát, és a siker a következő évben nemcsak megismétlődött, hanem fokozódott is.
1981-ben került a lemezboltokba Grace talán legkiforrottabb albuma, a Nightclubbing, amelyről elragadtatott kritikák jelentek meg, a szakmában mérvadónak számító zenei lap, a New Musical Express kritikusa egyszerűen „tökéletes”-nek nevezte. A 9 dal között ezúttal is több feldolgozás kapott helyet. A Use Me Bill Withers egyik szerzeményének feldolgozása, a címadó Nightclubbing egy Iggy Pop-felvételen alapul, melynek átdolgozásában David Bowie is közreműködött, a Demolition Man eredeti előadója Sting volt, a Walking in the Rain pedig az akkoriban még kevésbé ismert Flash and the Pan egyik dalának átirata. A legnagyobb – és teljesen megérdemelt – sikert azonban a Pull Up to the Bumper és az I’ve seen that Face before (Libertango) című dalok aratták.
A Sadkinnel és Blackwell-lel való gyümölcsöző szakmai kapcsolat harmadik, egyben utolsó állomása volt a Living My Life című 1982-es LP. Ennek elkészítésében Grace már nemcsak énekesnőként, hanem szerzőként is részt vett: a 7 dal közül csupán egyetlenegy, a The Apple Stretching nem saját szerzemény, hanem a színészként ismert Melvin Van Peebles slágere. Kissé meglepő módon az albumra épp a címadó felvétel, a Living My Life nem került fel. (Évekkel később kislemezen jelent meg.) A lemez dalai közül különösen a My Jamaican Guy, a Nipple to the Bottle és a Cry Now, Laugh Later lettek népszerűek. Nem kis teljesítmény volt 3 év alatt 3 igényes és sikeres nagylemezt elkészíteni, talán éppen ezért csak 1985-ben jelent meg Grace újabb albuma: a Slave to the Rhythm producere Trevor Horn volt. A nagylemez tulajdonképpen egyetlen felvétel, a címadó dal különböző változatait tartalmazza, melyeket részben Grace-szel készített rövid beszélgetésfoszlányok kapcsolnak össze. Az érdekes koncepciójú nagylemez fogadtatása kedvező volt, ami talán annak is köszönhető, hogy Grace épp akkoriban aratta legnagyobb mozifilmes sikereit is. A Grace személye iránti érdeklődést az Island Records azzal is meglovagolta, hogy kiadta az Island Life című válogatáslemezt, az énekesnő pályafutása első 10 esztendejének összefoglalóját. Ez a kiadvány egyben le is zárta Grace és az Island Records együttműködését.
Az Inside Story már a Manhattan Records címkéje alatt jelent meg 1986-ban. Az album producere a Chic együttes alapító tagjaként ismertté vált Nile Rodgers volt, aki addig olyan sztárokkal dolgozott, mint például a Sister Sledge, a Blondie-ból ismert Debbie Harry, David Bowie, Johnny Mathis, Kim Carnes, Mick Jagger, az INXS vagy Madonna. Az új LP 10 dalának mindegyike Grace és Bruce Woolley közös szerzeménye. A slágerlistákon csupán az I’m Not Perfect (But I’m Perfect for You) című dal ért el említésre méltó helyezést. Az album kétségtelenül nem olyan erős anyag, mint amilyen az előző 4 LP volt, mindazonáltal a Chan Hitchhikes to Shanghai, a Party Girl, a Victor Should Have Been A Jazz Musician vagy a Scary but Fun is jogosan kerülhetett volna fel a népszerűségi listák előkelőbb helyeire. 1989-ben jelent meg Grace utolsó stúdióalbuma, a Bulletproof Heart. A produceri feladatokat a C+C Music Factoryból (Gonna Make You Sweat) ismert David Cole és Robert Clivilles végezték. Az eredeti CD-változat 2 bónuszdalt tartalmaz, melyek a bakelitlemezen nem szerepelnek: Dream; Don’t Cry Freedom (ez utóbbi egy duett Chris Stanley-vel). A 2004-ben megjelent CD-n további két felvétel, a két nagy sláger – Love on the Top of Love, Amada Mio – egy-egy remixe is helyet kapott. A maga idejében a Bulletproof Heart nem volt igazán sikeres, és az énekesnőnek 2007 végéig bezárólag nem is jelent meg újabb stúdióalbuma.
Persze ez nem jelentett visszavonulást. Sőt az 1990-es években két újabb nagylemez anyagát is felvették vele, ám sem a Black Marilyn (1994), sem a Force of Nature (1998) nem jutott el a közönséghez. 1993-ban megjelent maxija, a Sex Drive őrületes tempójával az aktuális elektronikus hangzás divatját próbálta követni, számottevő eredmény nélkül. A következő évben a Slave to the Rhythmből jelentek meg különféle remixek egy maxilemezen. Érdekesség, hogy a maxi időtartama bő negyedórával hosszabb, mint az eredeti stúdióalbumé! 2000-ben a remixek akkoriban divatos képviselője, a Funkstar De Luxe dolgozta fel a Pull Up to the Bumper című dalt, természetesen Grace énekének felhasználásával. Az új verzió sikeres lett a diszkókban. 2005-ben DJ Hell készítette el az I’ve seen that Face before (Libertango) remixét. Az évek folyamán számos válogatásalbum is megjelent az énekesnő nagy slágereiből. Az 1998-ban kiadott Private Life: The Compass Point Sessions 2 CD-t tartalmazott, melyeken Grace slágereinek addig csak kis- és maxilemezeken megjelent változatai is helyet kaptak. A 2006-os keltezésű The Grace Jones Story a CD-n ki nem adott Muse című diszkóalbumról is tartalmaz dalokat. Ugyancsak 2006-ban került az üzletekbe a The Ultimate Collection, melynek harmadik CD-je a nagy slágerek különböző változatait tartalmazza.
Grace élő fellépései közül érdemes kiemelni a 2002. május 18-án, Modenában tartott koncertet, melyen Luciano Pavarottival lépett színpadra. A Pavarotti and Friends gála célja az angolai menekültek támogatása volt. 2004 novemberében Grace a londoni Wembley-stadionban lépett fel: a Trevor Horn tiszteletére adott koncerten a Slave to the Rhythm című dalt énekelte, óriási sikerrel. Nem feledkezett meg eredeti hivatásáról sem: 2006 februárjában modellként lépett a kifutóra a New York-i Diesel’s showban. 2007-ben bejelentették új albumát, melynek a Corporate Cannibal címet adták. A közreműködők között szerepel Sly and Robbie, Brian Eno, Wally Badarou, Tricky, Uzziah Sticky Thompson, Mikey Mao Chung, Barry Reynolds, John Justin, Martin Slattery, Philip Sheppard, Paulo Goude, Robert Logan, Don-E és Tony Allen. Az anyaghoz videóklip is készült. Az album 2008 októberében jelent meg, végleges címe Hurricane lett.

### A filmszínésznő
Grace 1973-ban játszotta első filmszerepét, egy Mary nevű drogfutárt a Gordon’s War című akciófilmben. Színésznői karrierje a Conan, a pusztító (1984) című fantasyvel indult be igazán. Ebben egy igazi amazont (Zula) játszott Arnold Schwarzenegger oldalán. Az osztrák izompacsirta „túl erős”-nek találta partnernőjét, mindazonáltal annyira jól összebarátkozott vele, hogy Maria Shriverrel 1986-ban tartott esküvőjére is meghívta. Grace alakításának kedvező volt a visszhangja, ezért újabb szerepekre szerződtették. A soron következő James Bond-filmben, a Halálvágtában (1985) ő volt a brit szuperügynök egyik veszedelmes ellenfele, May Day. (A 007-est Roger Moore játszotta, aki ezzel a filmmel búcsúzott a szereptől.) Noha Grace akkoriban énekesnői karrierje csúcsán volt, a főcímdal kapcsán mégsem merült fel a neve: azt a korszak népszerű együttese, a Duran Duran énekelte. A Halálvágta ugyan nem tartozik a legjobb és legsikeresebb Bond-filmek közé, mégis nagy érdeklődést keltett. A többség szerint Grace igazán remek volt May Day szerepében. Voltak azonban olyanok is, akiknek nem nyerte el a tetszését az alakítása: ők főleg azt kifogásolták, hogy a láthatóan túlkoros Moore és a maszkulin Grace ágyjelenete kifejezetten kínos, és már-már a homoszexualitás gyanújába keveri Bondot. Grace szereplése volt az igazi fénypontja a Vamp (1986) című horrorkomédiának. Kevésbé nyerte el a közönség és a kritika tetszését a Bumeráng (1992) című vígjátékban nyújtott alakítása, Eddie Murphy partnereként. Későbbi filmszerepei nem különösebben érdekesek, bár játszott a tévénézők körében oly népszerű Hulk Hogan és David Hasselhoff partnereként is.

## Magánélet
Grace magánélete többé-kevésbé a nyilvánosság előtt zajlott, bár ez aligha volt a díva ellenére. A ’70-es években hosszabb élettársi kapcsolat fűzte Jean-Paul Goude-hoz, akitől Paulo fia is született. Goude sokat tett Grace jellegzetes imázsának kialakításáért: tőle származnak például a díva extravagáns öltözékei, és számos, ma már legendásnak mondható fotót is készített kedveséről, így például a Private Life és a Nightclubbing jól ismert borítófotóit.
A ’80-as évek első felében Grace a testőrével, Dolph Lundgrennel esett szerelembe. A svéd testépítőt be is ajánlotta egy kisebb szerepre a Halálvágta című filmbe. Nagy feltűnést keltettek közös meztelen fotóik, melyek a Playboy 1985. júliusi számában jelentek meg. Noha állítólag eljegyezték egymást, a kapcsolatból mégsem lett házasság. Lundgren utódja egy másik skandináv testépítő, Arnold Schwarzenegger jó barátja, a dán Sven-Ole Thorsen lett, aki a Conan, a pusztítóban is játszott. E viszony is barátsággá változott az idők folyamán, és Grace 2007 májusában csak azért vállalt fellépést a dán televízióban, hogy ezzel népszerűsítse Thorsen akkor megjelent önéletrajzi könyvét. 1996-ban Grace az oltár elé állt: új szerelme ismét aktuális testőre volt, az egyes források szerint magyar, más források szerint török származású Atila Altaunbay. Noha ez a házasság állítólag még tart, a pletykalapok szerint Grace-t 2006. augusztus 18-án eljegyezte az arisztokrata Ivor Guest, a IV. Viscount Wimborne.

## Botrányok
Grace pályáját végigkísérték a különféle botrányok, melyek egy része alighanem mesterséges skandalum volt, reklámcélokkal. Egyik leghíresebb afférja egy 1981-es tévéshow-hoz fűződik, amikor arcul ütötte Russel Harty sztárriportert, aki a vele való beszélgetés közben a műsor többi vendége felé fordult. 1998 szeptemberében Grace-t kitiltották az összes Walt Disney-létesítményből, miután a Disney Worldben tartott koncertjén lemeztelenítette az egyik mellét. 2005 áprilisában az Eurostar vasútvonal egyik alkalmazottjával keveredett nagy nyilvánosságot kapott incidensbe.

## Érdekességek
- Grace a Channel 5 toplistája szerint a 19. helyet foglalja el minden idők legnagyobb szupermodelljei között.
- A VH1 tévécsatorna a 81. helyre sorolta a dívát minden idők legnagyobb női rock and roll előadóinak listáján.
- A ’80-as évek közepén felmerült az ötlet, hogy mozifilmet készítsenek az ismert képregényhősnő, Catwoman kalandjaiból. A szerep legnagyobb esélyese Grace volt. A film végül csak 2004-ben valósult meg, a szerepet pedig Halle Berry kapta.
- Grace egyik leghíresebb élő fellépése az 1985-ös New York-i Paradise Garage-koncerten volt, melyre különleges megjelenését Keith Haring látványtervező találta ki.
- Az énekesnő egyik leghíresebb slágere, az I've seen that Face before (Libertango) Roman Polański Őrület (1988) című alkotásának visszatérő zenei motívuma.[14]
- A Microfilm chicagói együttes 2007-es dala, a Paris szövegének egyik strófája („Tour Eiffel / You wear it well / Like Grace Jones / I think I fell…for you”) Grace-nek a Halálvágtá-ban nyújtott alakítására utal, amikor May Day hajmeresztő akrobatamutatványt produkál az Eiffel-tornyon, hogy kereket oldjon Bond elől.

## Diszkográfia

### Nagylemezek
- 1977 Portfolio (Island)
- 1978 Fame (Island)
- 1979 Muse (Island)
- 1980 Warm Leatherette (Island)
- 1981 Nightclubbing (Island)
- 1982 Living My Life (Island)
- 1985 Slave to the Rhythm (Manhattan/Island)
- 1986 Inside Story (Manhattan)
- 1989 Bulletproof Heart (Capitol)
- 2008 Hurricane (Wall of Sound)

### Válogatások
- 1985 Island Life (Island)
- 1993 The Ultimate (Island, Hollandia)
- 1996 Island Life 2 (Universal International, Franciaország)
- 1998 Private Life: The Compass Point Sessions (Island)
- 2003 20th Century Masters – The Millennium Collection: The Best of Grace Jones (Island)
- 2003 The Universal Masters Collection (Universal)
- 2004 The Collection (Spectrum)
- 2006 The Grace Jones Story (Island Cat # 9833286)
- 2006 Colour Collection (Universal)
- 2006 The Ultimate Collection (CCM) box set
- 2008 Eternity (Rhythm Club Records / Universal Music Group)

### Kislemezek, maxik
- 1975 I Need A Man (Alternative Version) / Again And Again
- 1976 Sorry (Album version) / That’s the Trouble (Alternative Version)
- 1976 Sorry (Disco Mix) / That’s the Trouble (Disco Mix)
- 1977 I Need A Man (Disco Mix) / I Need A Man (Instrumental Version)
- 1977 La vie en rose (7" Edit) / I Need A Man (Album version)
- 1978 Do or Die (7" Edit) / Comme Un Oiseau Qui S'envole (7" Edit)
- 1978 Do or Die (12" Mix) / Comme Un Oiseau Qui S'envole (Full version)
- 1978 Fame (Edit) / Am I Ever Gonna Fall in Love in NYC (Album version)
- 1979 On Your Knees (7" Edit) / Don't Mess with the Messer (7" Edit)
- 1979 On Your Knees (Album Version) / Don't Mess with the Messer (Extended Version)
- 1980 Private Life (7" Mix) / She's Lost Control (7" Mix)
- 1980 Private Life (Long version) / She's Lost Control (Long version)
- 1980 Love is the Drug / Sinning (7” Edit)
- 1980 Breakdown (Stereo 7" Edit) / Breakdown (Mono 7" Edit)
- 1980 A Rolling Stone (12" Extended version) / Sinning (Album version)
- 1980 The Hunter Gets Captured by the Game (Album version) / The Hunter Gets Captured by the Game (Alternate version)
- 1981 Demolition Man (7" Mix) / Warm Leatherette (7" Edit)
- 1981 Pull Up to the Bumper (7” Edit) / La vie en rose (7” Edit)
- 1981 Pull Up to the Bumper (Party Version) / Feel Up (Long Version)
- 1981 I've seen that Face before (Libertango) (Album version) / I've seen that Face before (Libertango) (Spanish version) (Esta Cara Me Es Conocida címen is ismert)
- 1981 I've seen that Face before (Libertango) (Album version) / I've seen that Face before (Libertango) (Italian version) (promóciós kislemez)
- 1981 Use Me (Stereo Edit) / Use Me (Mono Edit) (promóciós kislemez)
- 1981 Walking in the Rain (UK Remix Edit) / Peanut Butter (A Pull Up To The Bumper instrumentális változata)
- 1981 Walking in the Rain (UK Remix) / Pull Up to the Bumper (Disconet Version) / Peanut Butter (A Pull Up To The Bumper instrumentális változata)
- 1981 Feel Up (Stereo Edit) / Feel Up (Mono Edit) (promóciós kislemez)
- 1982 My Jamaican Guy (7" Edit) / Cry Now, Laugh Later (7" Edit)
- 1982 My Jamaican Guy (12" Mix) / J. A. Guys (Dub version of My Jamaican Guy) / Cry Now, Laugh Later (Steven Stanley Remix)
- 1982 Nipple To The Bottle (7" Version) / J. A. Guys (Dub version of My Jamaican Guy)
- 1982 The Apple Stretching (7" Version) / Nipple to the Bottle (Club Cut 7" Version)
- 1982 The Apple Stretching (Long Version) / Nipple to the Bottle (Club Cut)
- 1983 Living My Life / Living My Life (Dub Version)
- 1985 Slave to the Rhythm (7" Edit) / Annihilated Rhythm
- 1985 Slave to the Rhythm (Blooded) (Extended 12" version) / Junk Yard / Annihilated Rhythm
- 1985 Jones the Rhythm (7" edit) / Junkyard
- 1986 Pull Up to the Bumper (Paul 'Groucho' Smykle 1986 remix) / La vie en rose (Album version) / Nipple to the Bottle (Album version)
- 1986 Grace Jones Musclemix (Les 'MixDoctor' Adams of the Disco Mix Club UK): (a) Pull Up to the Bumper (b) Slave to the Rhythm (c) Warm Leatherette (d) Private Life (e) Walking in the Rain (f) Use Me (g) Love is the Drug / La vie en rose (Album version) / Pull Up to the Bumper (Paul 'Groucho' Smykle 1986 remix)
- 1986 Love is the Drug (Paul 'Groucho' Smykle 1986 remix) / Living My Life (Alternative 7" edit)
- 1986 Love is the Drug (Paul 'Groucho' Smykle 1986 12" remix) / Living My Life (Alternative 12" edit) / The Apple Streching (Steve Stanley 1986 12" remix)
- 1986 Private Life (Paul 'Groucho' Smykle 1986 remix) / My Jamaican Guy (Steve Stanley 1986 remix)
- 1986 Private Life (Paul 'Groucho' Smykle 1986 12" remix) / My Jamaican Guy (Steve Stanley 1986 12" remix) / Feel Up (Alternative 12" edit) / She's Lost Control (Alternative 12" edit)
- 1986 I'm Not Perfect (But I'm Perfect for You) (7" Version) / Scary but Fun (Album version)
- 1986 I'm Not Perfect (But I'm Perfect for You) (Perfectly Exteneded remix) / I'm Not Perfect (But I'm Perfect for You) (Instrumental version) / Scary but Fun (Album version)
- 1986 Crush (Extended Remix) / Crush (Dub) / Crush (7" Version)
- 1986 Party Girl
- 1986 Victor Should Have Been a Jazz Musician (Album version) / Crush (Album version)
- 1986 Election Day (Arcadia featuring Grace Jones)
- 1989 Love on Top of Love / Killer Kiss
- 1990 Amado Mio
- 1992 7 Day Weekend
- 1993 Evilmainya
- 1993 Sex Drive
- 1994 Slave to the Rhythm (2 eredeti felvétel + 8 új remix)
- 1996 Love Bites
- 1998 Storm
- 1998 Cradle to the Grave
- 2000 The Perfect Crime
- 2000 Pull Up to the Bumper (Funkstar De Luxe-remix)
- 2005 Libertango (I've Seen That Face Before) (DJ Hell-remix)
- 2008 Corporate Cannibal (6-féle verzió)
- 2008 Williams' Blood (Yam Who? Electric Dub) / Williams' Blood (Yam Who? Cosmic Jam) (promóciós lemez)
- 2008 Williams' Blood (Aeroplane Remix) / Williams' Blood – feat. Mad Professor & Joe Ariwa (The Trixters Mix) / Williams' Blood (Greg Wilson Version) / Williams' Blood (Ivor Guest Breaks Version)

## Filmográfia

### Mozifilmjei
- 1973 Gordon’s War
- 1976 Let’s Make a Dirty Movie
- 1976 Colt 38 Special Squad
- 1979 Army of Lovers or Revolution of the Perverts (dokumentumfilm)
- 1981 Deadly Vengeance
- 1984 Made in France (dokumentumfilm)
- 1984 Conan, a pusztító (Conan the Destroyer)
- 1985 Halálvágta (A View to a Kill); May Day ügynök
- 1986 Vamp
- 1987 Egyenesen a pokolba (Straight to Hell)
- 1987 Szieszta (Siesta)
- 1990 Superstar: The Life and Times of Andy Warhol (dokumentumfilm)
- 1992 Bumeráng (Boomerang)
- 1995 Cyber Bandits
- 1998 Kincs, ami van (McCinsey's Island)
- 1999 Palmer’s Pick Up
- 2006 No Place Like Home
- 2008 Falco – Verdammt, wir leben noch!

### Tévés munkái
- 1982 A One Man Show
- 1988 Pee-wee’s Playhouse Christmas Special
- 2001 Wolf Girl
- 2001 Shaka Zulu: Az erőd (Shaka Zulu: The Citadel)

## Fontosabb jelölések

### Popzene

#### Grammy-díj
- 1984 A One Man Show (Best Long Form Video)

#### MTV Video Music Award
- 1986 Slave to the Rhythm (legjobb videóklip – énekesnők)

### Film

#### Arany Málna díj
- 1987 jelölés Szieszta (legrosszabb női mellékszereplő)

#### Szaturnusz-díj
- 1985 jelölés Conan, a pusztító (legjobb női mellékszereplő)
- 1986 jelölés Halálvágta (legjobb női mellékszereplő)
- 1987 jelölés Vamp (legjobb női mellékszereplő)

## További információ
- Hivatalos oldal
- Grace Jones a Facebookon
- Grace Jones a PORT.hu-n (magyarul)
- Grace Jones az Internetes Szinkronadatbázisban (magyarul)
- Grace Jones az Internet Movie Database-ben (angolul)
- Grace Jones a Rotten Tomatoeson (angolul)
- Grace Jones az AlloCiné weboldalán (franciául)
- Grace Jones Profile. Famousfix.com. (Hozzáférés: 2023. február 2.)

- Grace Jones hivatalos weblapja
- Videó: La vie en rose
- Videó: Private Life
- Videó: I’ve seen that Face before (Libertango)
- Videó: Slave to the Rhytm